# 圣厄夫罗纳
圣厄夫罗纳（法語：Saint-Euphrône，法語發音：[sɛ̃.t‿øfʁon]）是法国科多尔省的一个市镇，属于蒙巴尔区。

## 地理
圣厄夫罗纳（47°28'40"N, 4°22'49"E）面积11.04 平方千米，位于法国勃艮第-弗朗什-孔泰大區科多尔省，该省份为法国中东部省份，北起奥布省，西接涅夫勒省和约讷省，南至索恩-卢瓦尔省，东南接汝拉省，东临上索恩省，东北部与上马恩省接壤。
与圣厄夫罗纳接壤的市镇（或旧市镇、城区）包括：维拉尔和维勒诺特、沙塞、瑞伊、马尼城、马里尼勒卡韦、阿尔芒松河畔蒙蒂尼、蓬和马塞讷、苏埃、下沙里尼新城。

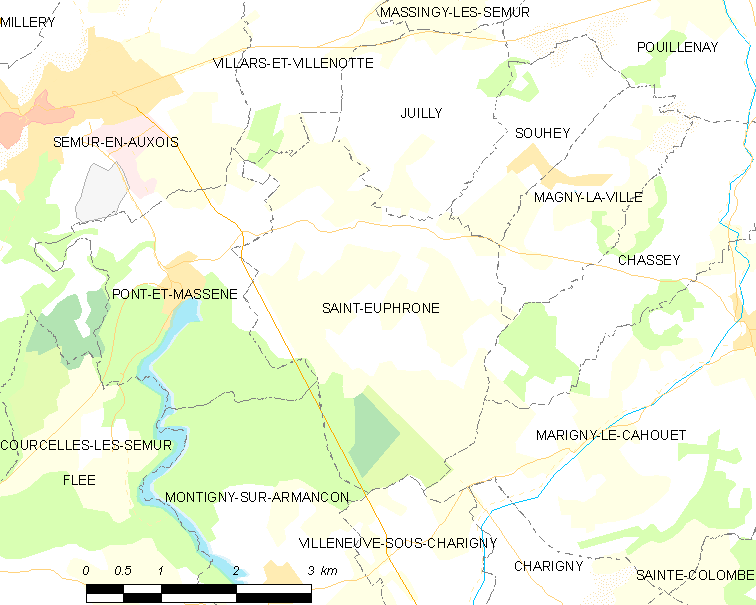
圣厄夫罗纳的OSM定位图

圣厄夫罗纳的时区为UTC+01:00、UTC+02:00（夏令时）。

## 行政
圣厄夫罗纳的邮政编码为21140，INSEE市镇编码为21547。

## 政治
圣厄夫罗纳所属的省级选区为欧苏瓦地区瑟米尔县。

## 人口

1962-2008年间圣厄夫罗纳人口变化图示

圣厄夫罗纳于2022年1月1日时的人口数量为223人。